# Mnogotočija
Mnogotočija (in russo Многоточия?) è un singolo della cantante russa Zivert, pubblicato il 16 ottobre 2020 come secondo estratto dal secondo album in studio Vinyl #2.
È stato candidato per due riconoscimenti nell'ambito dei premi Viktorija.

## Video musicale
Il video musicale, diretto da Aleksej Kuprijanov, è stato reso disponibile il 26 novembre 2020.

## Tracce
Testi e musiche di Julija Zivert, Bogdan Leonovič e Samvel Vardanjan.
Download digitale, streaming
1. Mnogotočija – 3:27

Download digitale, streaming – Radio Edit
1. Mnogotočija (Radio Edit) – 2:52

Download digitale, streaming – Lavrushkin & Sasha First Remix
1. Mnogotočija (Lavrushkin & Sasha First Remix) – 2:33

Download digitale, streaming – DFM Mix
1. Mnogotočija (DFM Mix) – 3:14

Streaming – Remix
1. Mnogotočija (con WTHD) (Remix) – 2:56

Download digitale – Armage Remix
1. Mnogotočija (Armage Remix) – 3:59

## Classifiche

### Classifiche settimanali
| Classifica (2020-21) | Posizione massima |
| -------------------- | ----------------- |
| Bulgaria             | 4                 |
| Russia               | 1                 |
| Ucraina              | 45                |

### Classifiche di fine anno
| Classifica (2020) | Posizione |
| ----------------- | --------- |
| Russia            | 110       |
| Classifica (2021) | Posizione |
| Russia            | 25        |
| Ucraina           | 128       |

### Classifiche di fine decennio
| Classifica (2020-29) | Posizione |
| -------------------- | --------- |
| Russia               | 25        |